# Castelfiorentino
Castelfiorentino (Castello in dialetto locale), è un comune italiano di 17 435 abitanti della città metropolitana di Firenze in Toscana.
Trovandosi al confine con la provincia di Pisa e a 15 km dal confine con la provincia di Siena, la città è da sempre stata di estrema importanza per la città di Firenze, alla quale è profondamente legata per motivi storici e culturali, privilegiandosi dello stesso gonfalone comunale del capoluogo, dell'appellativo "fiorentino" e soprannominata, per questo, "la piccola Firenze".
Dal 15 luglio 2019 si fregia del titolo di città.
Fa parte dell'Unione dei comuni Circondario dell'Empolese Valdelsa

## Geografia fisica
Castelfiorentino si trova nella val d'Elsa, solcata dal fiume Elsa che, prima di attraversare il paese, nasce a Colle di Val d'Elsa e passa da Poggibonsi e Certaldo e, dopo aver superato Ponte a Elsa, si riversa in Arno fra San Miniato e Empoli.
Il territorio è esteso prevalentemente sul fondo valle con rilievi collinari ai lati nella direzione Sud-Est e Nord-Ovest di scarsa rilevanza altimetrica (l'altitudine varia da un minimo di 36 m s.l.m. ad un massimo di 184 m s.l.m.).
I corsi d'acqua del territorio comunale sono: fiume Elsa, Rio Pesciola, Rio Pietroso, Rio Morto, Rio Lama, Rio Vallone, Rio di Grignana, Rio di Pianzino e Broccolino, Rio di Vallese, Borro delle Fate e Borro di Spranganelli.
Le caratteristiche geologiche vedono la presenza di terreni alluvionali recenti nel fondo valle, argille con sabbie e ciottolame nella zona collinare.
- Classificazione sismica: zona 3 (sismicità bassa), Ordinanza PCM 3274/2003 aggiornata con la Deliberazione della Giunta Regionale Toscana n. 421 del 26 maggio 2014.
- Classificazione climatica: zona D, 1692 GG.
- Diffusività atmosferica: alta, Ibimet CNR 2002.

## Storia
Fin dal 1149 il nome di Castelfiorentino fu dato al Castelvecchio edificato sulla via Francigena nel luogo di un insediamento di origine romana: Timignano. Il castello fortificato racchiudeva, sul colle, la pieve di S. Ippolito (l'antica S. Biagio) e con una seconda cerchia di mura, Borgo d'Elsa e Borgo Nuovo. Cinque erano le porte (Porta Fiorentina, Porta Pisana, Porta al Vento, Porta Senese e Porta di Borgo), e due sole strade si incrociavano sull'unica piazza (oggi piazza del Popolo). Feudo dei Cadolingi e poi dei Conti Alberti, acquisito progressivamente dal vescovo di Firenze nel XII secolo, subì le vicende dei conflitti fra Chiesa ed Impero, Guelfi e Ghibellini e tra Siena e la stessa Firenze (di cui era un avamposto importante, e quindi ottenne la sede del podestà, il privilegio del giglio rosso sul gonfalone bianco e l'integrazione ufficiale del nome Castelfiorentino).
Qui nel 1260, dopo la battaglia di Montaperti, si firmò la pace tra le due città rivali. Ma fu ancora teatro, nei secoli, di battaglie e scorrerie militari, fin quando, nel 1521, subì un duro assedio e fu devastato dalle truppe imperiali. Venne poi riconquistato da Francesco Ferrucci. Con la peste e la morte del Ferrucci, Firenze dovette arrendersi alle truppe di Carlo V ed accettare il ritorno dei Medici e con essa anche Castelfiorentino. La Valdelsa rimase in uno stato di profonda desolazione per via degli eventi bellici, tanto è che il governo di Firenze sollevò da ogni spesa quelle popolazioni. Per risparmiare furono anche fuse le due podesterie di Castelfiorentino e Barbialla (oggi parte di Montaione).
Venuta meno la sua importanza strategica, anche quella amministrativa risultava limitata, per la dipendenza dal vicariato di Certaldo. Ma nel Settecento, con il Granducato di Lorena, progredì nuovamente e fu Cancelleria e Podesteria, con guardia civica e ampia giurisdizione anche su Certaldo e Montaione.
Accettò l'annessione al Regno d'Italia e divenne nel 1868 capoluogo di mandamento. Fu uno dei primi comuni italiani a darsi nel 1902 un'amministrazione guidata dal Partito Socialista Italiano. Dal dopoguerra ad oggi è sempre stato governato da sindaci aderenti al Partito Comunista Italiano prima ed al PDS/DS/PD poi.

### Storia naturale
Nel 1998, in località Monte Maggiore, sono riemersi i resti fossili di una balena vissuta nella zona oltre tre milioni di anni fa, in un periodo in cui le attuali campagne lasciavano il posto alle calde acque del mare tirrenico. Lo scheletro, di grande interesse scientifico, è considerato dagli studiosi il più completo fossile di balena mai scoperto in Europa.

### Simboli
Lo stemma è costituito da uno scudo di argento, al giglio di Firenze di rosso, al colmo dello stesso. Il gonfalone è un drappo di bianco riccamente ornato di decori dorati. Dal 2019 è decorato con gli ornamenti esteriori da Città.

## Monumenti e luoghi d'interesse

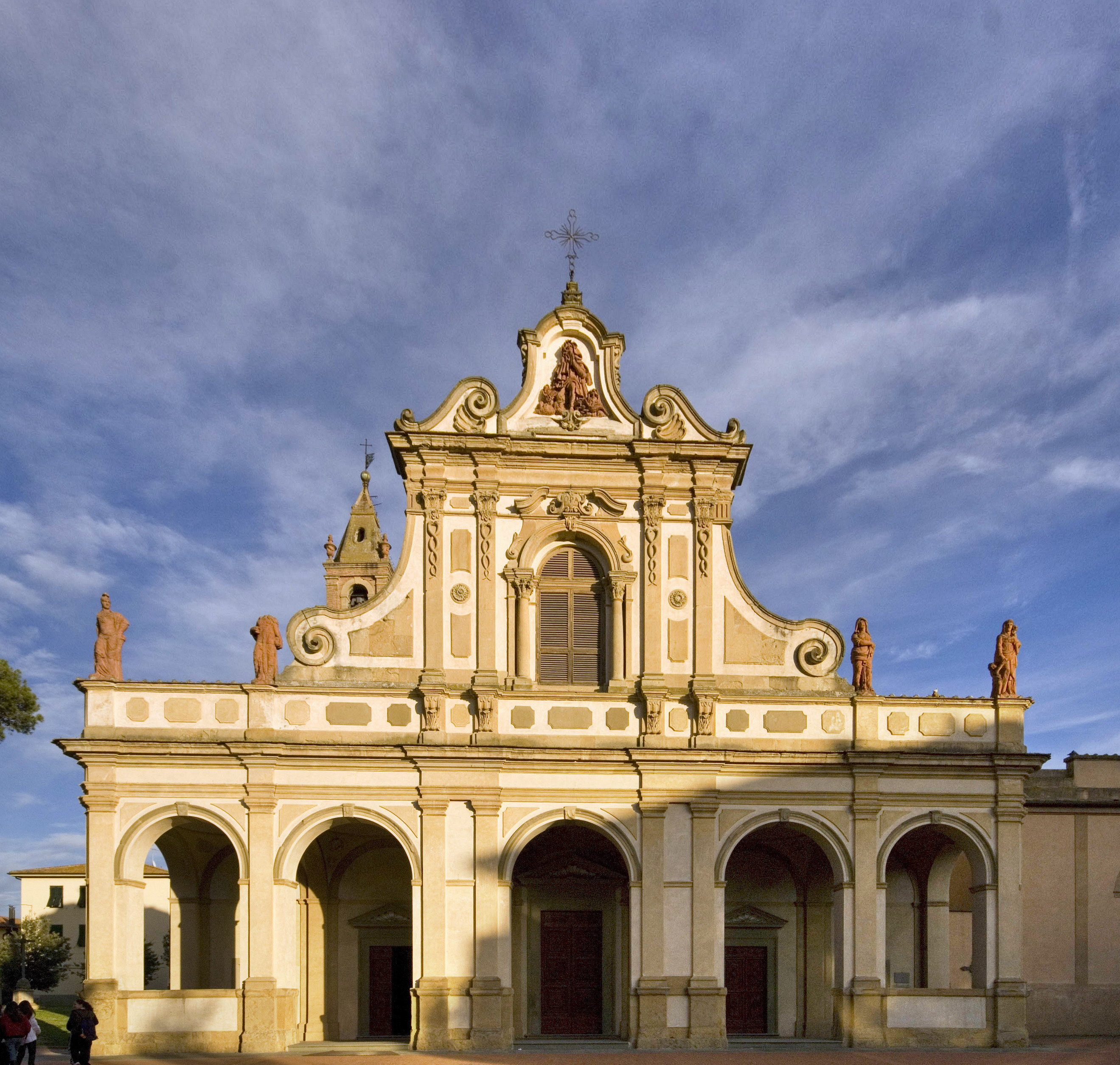
Santa Verdiana

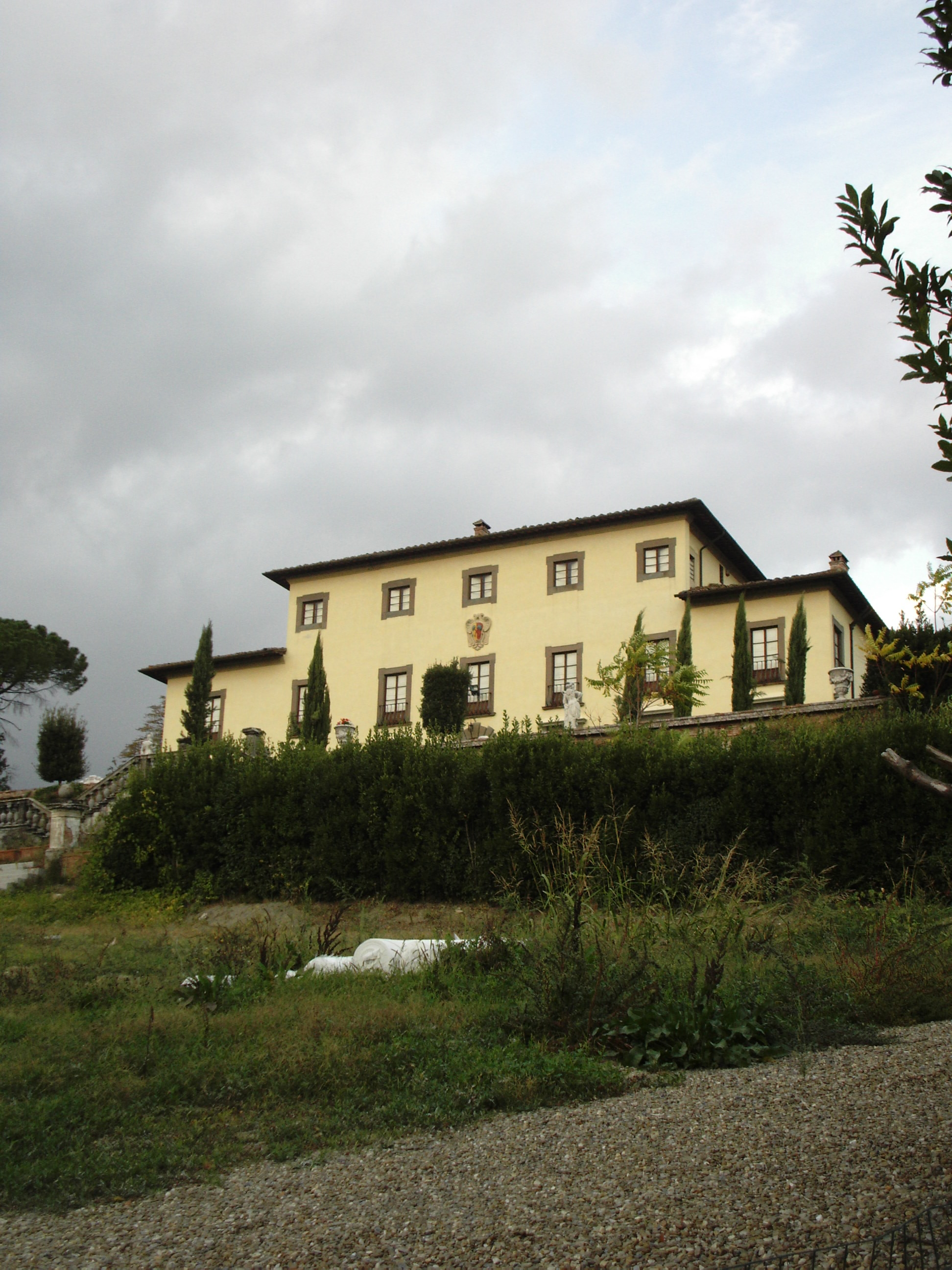
Villa di Cambiano

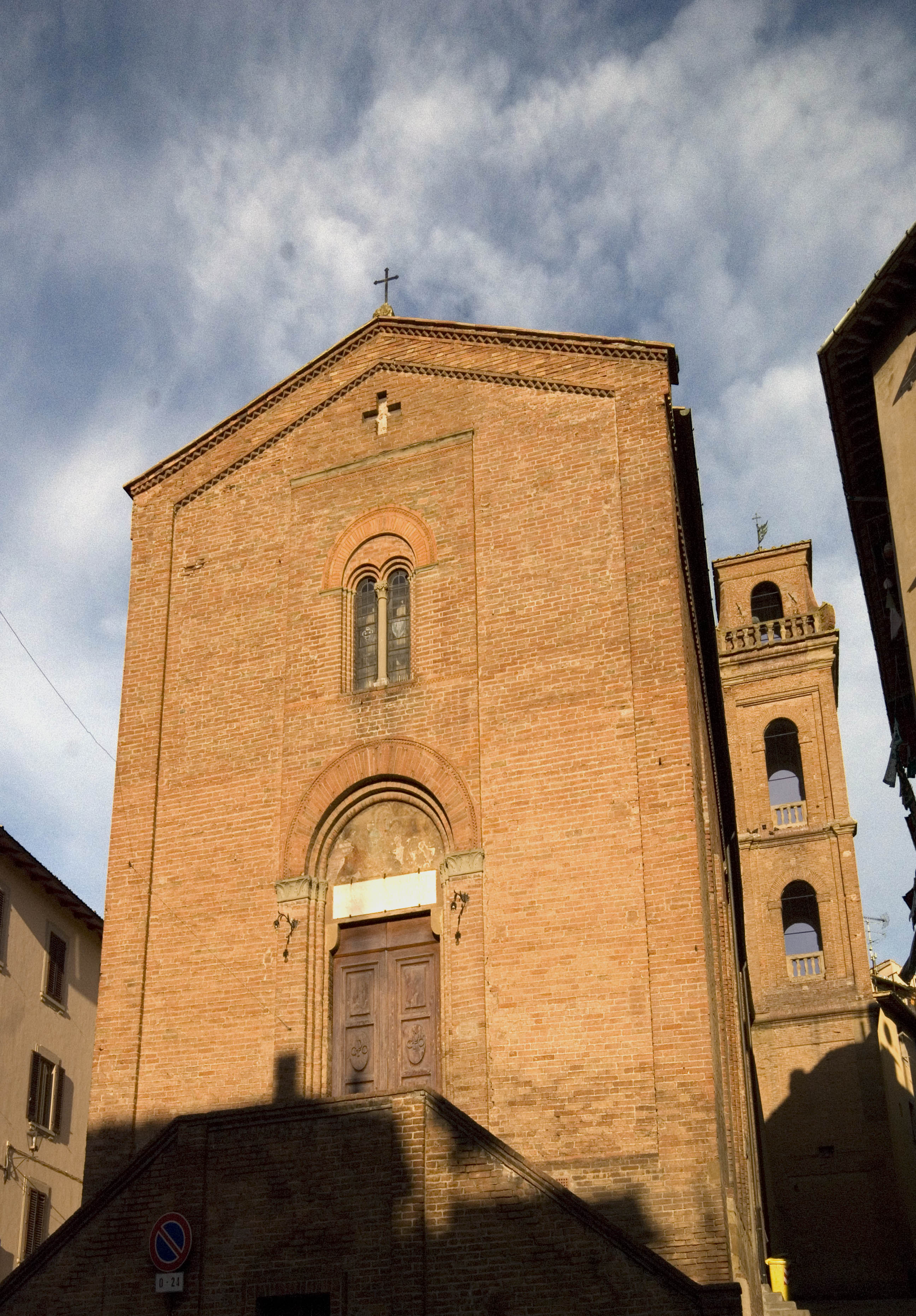
Collegiata dei Santi Lorenzo e Leonardo

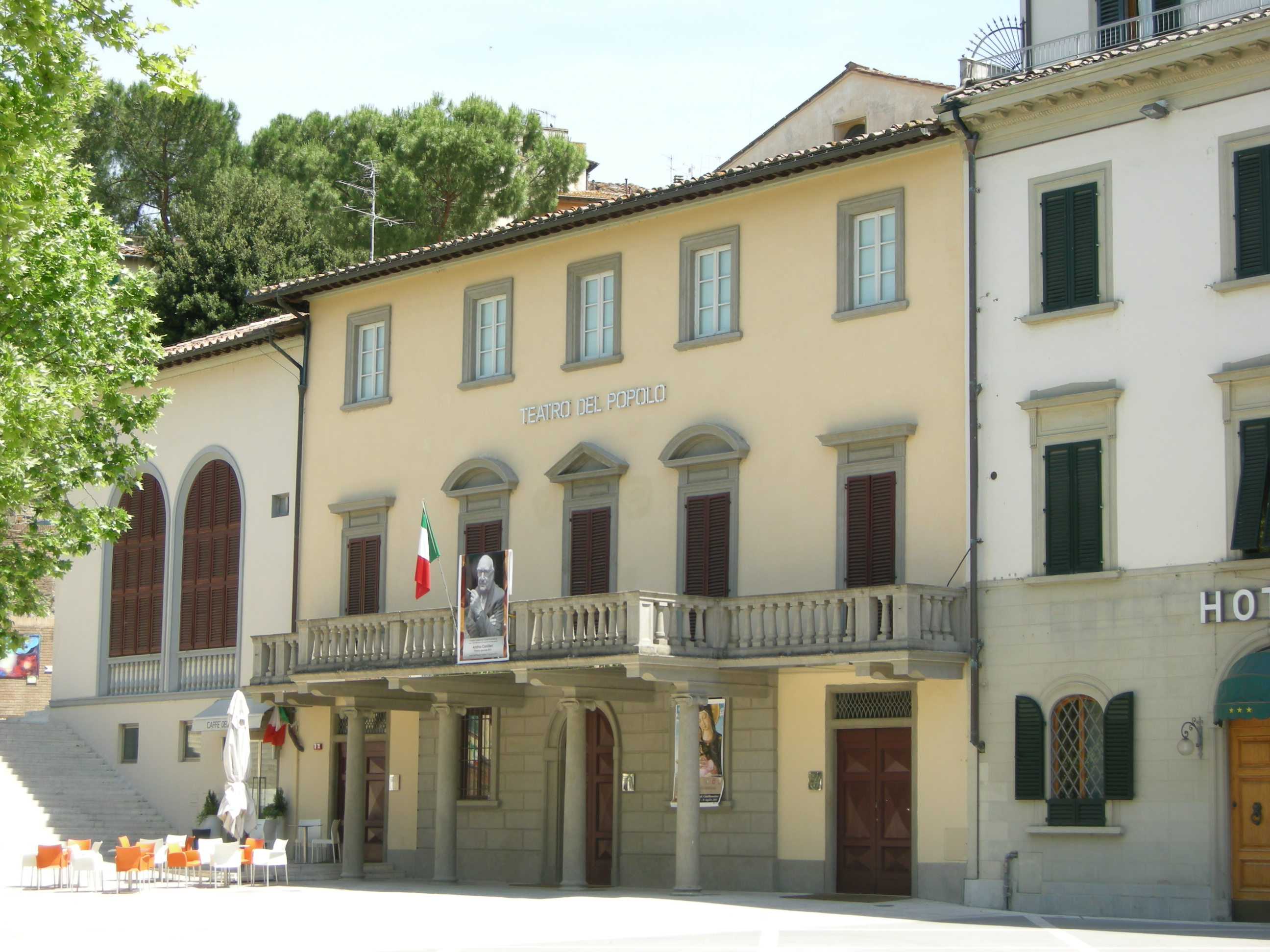
Teatro del Popolo

Partendo dalla grande e alberata piazza Antonio Gramsci (per gli abitanti Piazzale, visto dall'alto raffigura la forma del giglio fiorentino), si incontra il Teatro del Popolo, costruito nel XIX secolo che è uno dei teatri ottocenteschi più importanti della Toscana, il più antico in Valdelsa. Inaugurato nel 1867 e restaurato completamente nel 2009, al suo interno (in grado di accogliere 350 spettatori), si possono ammirare la platea, i tre ordini di palchi, il loggione e alcuni degli apparati decorativi originali. Il teatro dispone anche di un sipario storico, che raffigura la celebre pace firmata a Castelfiorentino, a conclusione della battaglia di Montaperti, tra guelfi e ghibellini. Colpiscono inoltre il visitatore alcuni ambienti di più accentuata contemporaneità, impreziositi da pannelli giganti che riproducono le foto di David Bastianoni e alcuni antichi abiti teatrali. Il Teatro del Popolo propone ogni anno una ricca stagione di spettacoli di prosa, lirica, musica e danza, sia di livello nazionale che locale. Al di sopra dell'ingresso del teatro si trovano un cocktail bar (Caffè del Teatro) e il Ridotto del Teatro del Popolo intitolato a Indro Montanelli, dove vengono realizzate mostre temporanee oltre ad avere anche la funzione di cinema.
Attraversando le vie del centro si raggiunge piazza Cavour (per gli abitanti Piazzola), dalla quale inizia via Palestro, dove sorge il palazzo dell'Arciconfraternita della Misericordia, costruito negli anni trenta del Novecento in stile razionalista, con una caratteristica torre dell'orologio.
Proseguendo lungo la via, sulla destra svetta la massiccia mole della chiesa di San Francesco (XIII secolo), dove si possono ammirare alcuni affreschi di Giovanni Del Biondo, il ciclo settecentesco di Agostino Veracini e di Pietro Anderlini.
Dietro San Francesco, in fondo ad un vasto prato alberato, si staglia il Santuario di Santa Verdiana (santa patrona di Castelfiorentino), ristrutturato all'inizio del Settecento, che è il fulcro di un’area di grande interesse storico. Secondo la tradizione, Verdiana, che apparteneva alla famiglia Attavanti, trascorse la sua vita in condizioni di povertà e preghiera, scegliendo alla fine della sua esistenza di farsi rinchiudere in una celletta in compagnia di due serpi, ancora oggi visitabile nel piano sotterraneo della chiesa. Si narra anche che nel giorno in cui Verdiana morì le campane del paese iniziarono a suonare da sole. Il Santuario di Santa Verdiana rappresenta un prezioso e unitario esempio di architettura e decorazione fiorentina barocca. Essa presenta al suo interno tre grandi tele dedicate alla Santa e alcuni affreschi preziosi.
Al fianco dell'ingresso del santuario si trova il Museo di Arte Sacra di Santa Verdiana che ospita una tavola del XIII secolo Madonna col Bambino, attribuita a Cimabue, opere di Annibale Gatti, di Taddeo Gaddi (il più fedele collaboratore di Giotto), di Corso Di Buono, di Jacopo del Casentino, e infine un ricco patrimonio di codici miniati, oggetti e arredi sacri. Immagine simbolo del Museo è la tavola Santa Verdiana tra le serpi, la più antica raffigurazione della Santa, vestita da dominicana. Dalla parte opposta della strada si trova la piazza delle Fiascaie con un'opera di Salvatore Cipolla dedicata alle impagliatrici di fiaschi; fino agli anni Novanta infatti tale area era occupata da una delle tante vetrerie del paese, oggi zona ricostruita con nuovi edifici civili.
Tornando nelle vie del centro e percorrendo via Garibaldi e la ripida Costa (via Ferrucci), si può notare l'unica porta rimasta delle antiche mura su cui è posto un orologio e lo stemma del paese. Sulla destra, in via Lungo le mura, sono visibili resti di abitazioni medievali e signorili.
Continuando invece a salire la costa si arriva in piazza del Popolo, dove sulla sinistra si può osservare il palazzo del Comune, ricostruito dopo un incendio del 1544 e restaurato nel 1867 dove si innalza il campanile dedicato ad uno dei simboli del paese: Membrino. Il nome Membrino deriva da un ragazzo che nel XVI secolo salvò il paese dal saccheggio e dalla distruzione dell’esercito fiorentino condotto da Francesco Ferrucci. Il ragazzino consegnò le chiavi del paese salvando così la sua cittadina. Francesco Ferrucci per il coraggio dimostrato da Membrino lo arruolò nel suo esercito con il compito di tamburino. Per questo motivo, in seguito, i paesani vollero esprimere pubblicamente la propria riconoscenza nei suoi confronti, collocandone il manichino a cavallo della campana dell’orologio del palazzo comunale, sul quale Membrino suona le ore ogni giorno.
Di fronte al Comune si trova la collegiata dei Santi Lorenzo e Leonardo, che risale ai secoli XIII-XIV e che ospita una ricca raccolta di reliquie e alcuni dipinti di Annibale Gatti.
Percorrendo la strada a sinistra della chiesa (via Sant'Ippolito) e salendo la scalinata che si trova di fronte, si giunge alla sommità di un poggio, dove sorge la pieve dei Santi Ippolito e Biagio, edificata nel 1195 in cotto e con motivi in ceramica sulla facciata e due antiche campane sul campanile a vela; nelle vicinanze si trovano anche i resti della prima cerchia di mura con due torri. La pieve si trova all'interno del recente parco intitolato al cardinale Silvano Piovanelli.
Tornando in piazza del Popolo, passando dall'abitazione di santa Verdiana e scendendo per via dei Preti (oggi via Forese Adimari) si trovano due ceramiche dipinte da Bruna Scali e arrivando all'angolo del palazzo comunale sbocca la medievale via Tilli, intitolata appunto a Michelangelo Tilli, medico e botanico castellano. Al civico 41 si trova la Biblioteca comunale Vallesiana dove fino al 2008 era stata allestita in un apposito locale la Raccolta comunale d'arte, che raccoglieva gli affreschi e le sinopie di due tabernacoli dipinti da Benozzo Gozzoli tra il 1484 e il 1490 (vedi: Tabernacolo della Visitazione e Tabernacolo della Madonna della Tosse): oggi gli affreschi e le sinopie sono stati trasferiti nel nuovo museo sito in via Testaferrata, poco distante dalla stazione ferroviaria, denominato BE.GO. - Museo Benozzo Gozzoli, inaugurato il 30 gennaio 2009. Sempre in via Agostino Testaferrata sorge l'oratorio di San Carlo Borromeo che ospita mostre temporanee e sul cui altare barocco si trova una tela di Francesco Boldrini del 1618 raffigurante la Madonna in gloria tra i santi.
Nel centro storico si contano moltissime case signorili (oggi private o aperte per particolari eventi), come Palazzo Sabatini (per citarne uno), che presentano bellissimi affreschi, l'Oratorio di Santa Maria delle Grazie e l'oratorio della Santa Croce. Andando verso il confine con Montespertoli si trovano la chiesa di San Pietro a Pisangoli, Villa Isabella, Villa Gelli e Villa Il Leccio. Sulla stessa strada c'è il cimitero comunale, dove al suo interno, si trova la cappella Brandini, di recente restauro, completamente affrescata da Galileo Chini.
Dalla parte opposta del borgo attraversando il fiume Elsa si trova il monastero di Santa Maria della Marca che deve le sue origini alla visita che san Francesco fece a Castelfiorentino nel 1210. Successivamente è stata costruita al suo fianco anche una chiesa dall'architettura moderna.

### Architetture religiose

#### Chiese
- Santuario di Santa Verdiana
- Chiesa di San Francesco
- Pieve dei Santi Ippolito e Biagio
- Pieve Vecchia (Pieve di Sant'ippolito a Elsa)
- Collegiata dei Santi Lorenzo e Leonardo
- Chiesa di San Pietro a Pisangoli
- Monastero e Chiesa di Santa Maria della Marca
- Chiesa di San Filippo

#### Oratori
- Oratorio di San Carlo Borromeo
- Oratorio di Santa Maria delle Grazie
- Oratorio della Santa Croce
- Oratorio di Sant'Antonio

#### Edifici di culto nei dintorni
- Pieve dei Santi Pietro e Paolo a Coiano
- Chiesa di San Prospero a Cambiano Alta
- Chiesa di Santa Maria a Lungotuono a Dogana
- Chiesa e Canonica di Santa Maria Assunta a Castelnuovo d'Elsa
- Chiesa dei Santi Lorenzo e Barbara a Castelnuovo d'Elsa
- Parrocchia di Santa Maria Assunta a Petrazzi
- Chiesa di San Martino
- Chiesa di San Bartolomeno a Sala
- Chiesa di San Matteo a Granaiolo (sconsacrata)

#### Tabernacoli
- Tabernacolo della Madonna della Tosse oggi conservato e valorizzato presso il BeGo Museo Benozzo Gozzoli
- Tabernacolo della Visitazione oggi conservato e valorizzato presso il BeGo Museo Benozzo Gozzoli

### Architetture civili

#### Palazzi
- Palazzo del Comune
- Biblioteca Comunale Vallesiana
- Palazzo dell'Arciconfraternita della Misericordia
- Palazzo Sabatini
- Palazzo Brandini
- Casa Garibaldi in Località Petrazzi

#### Ville e Castelli
- Castello di Cabbiavoli in località Cabbiavoli
- Castello di Coiano in località Castelnuovo d'Elsa
- Castello di Oliveto in località di Monte Olivo / Piangrande
- Fattoria di Pallerino in località Cambiano
- Fattoria di Malacoda in località Malacoda
- Villa Cabbiana nel viale Di Vittorio
- Villa Cambi Pucci o di Cambiano in località Cambiano Alta
- Villa Gelli in località San Piero a Pisagnoli
- Villa Isabella in località San Piero a Pisagnoli
- Villa Il Leccio in località Pesciola/Via Lucardese
- Villa La Loggetta in località Dogana
- Villa di Meleto in località Meleto
- Villa di Melliciano in località Castelnuovo d'Elsa
- Villa di Montorsoli in località Montorsoli
- Villa Pucci o di Granaiolo in località Granaiolo

### Architetture militari
- Porta delle antiche mura e resti delle abitazioni medioevali
- Resti della prima cerchia di mura con due torri

## Società

### Evoluzione demografica
Abitanti censiti

### Etnie e minoranze straniere
Secondo i dati ISTAT al 1 gennaio 2023 la popolazione straniera residente era di 2 443 persone, il 14,1% della popolazione. 
Le nazionalità maggiormente rappresentate in base alla loro percentuale sul totale della popolazione residente erano:
- Albania 693
- Marocco 535
- Cina 275
- Romania 197

### Lingue e dialetti
La lingua ufficiale è quella italiana anche se nella lingua parlata viene utilizzato il dialetto toscano nella variante fiorentina. Nonostante si trovi in Valdelsa, non viene parlato un vernacolo valdelsano (spartiacque tra fiorentino e senese), ma un vernacolo su base fiorentina con delle influenze provenienti dal pisano poiché Castelfiorentino ricade sulla Fiesole - Volterra - Cecina ed in passato è stata porta d’ingresso dei traffici provenienti da Pisa. Questo ha influenzato il modo di parlare castellano, arricchendolo con termini provenienti dal pisano che lo differenziano dal fiorentino parlato a Firenze. Inoltre metà del territorio castellano fa parte della Diocesi di Volterra, separata dalla Arcidiocesi di Firenze dal confine corrispondente al fiume Elsa. 
La stessa parlata lo si riscontra anche ad Empoli e negli altri comuni dell’Empolese.

## Cultura

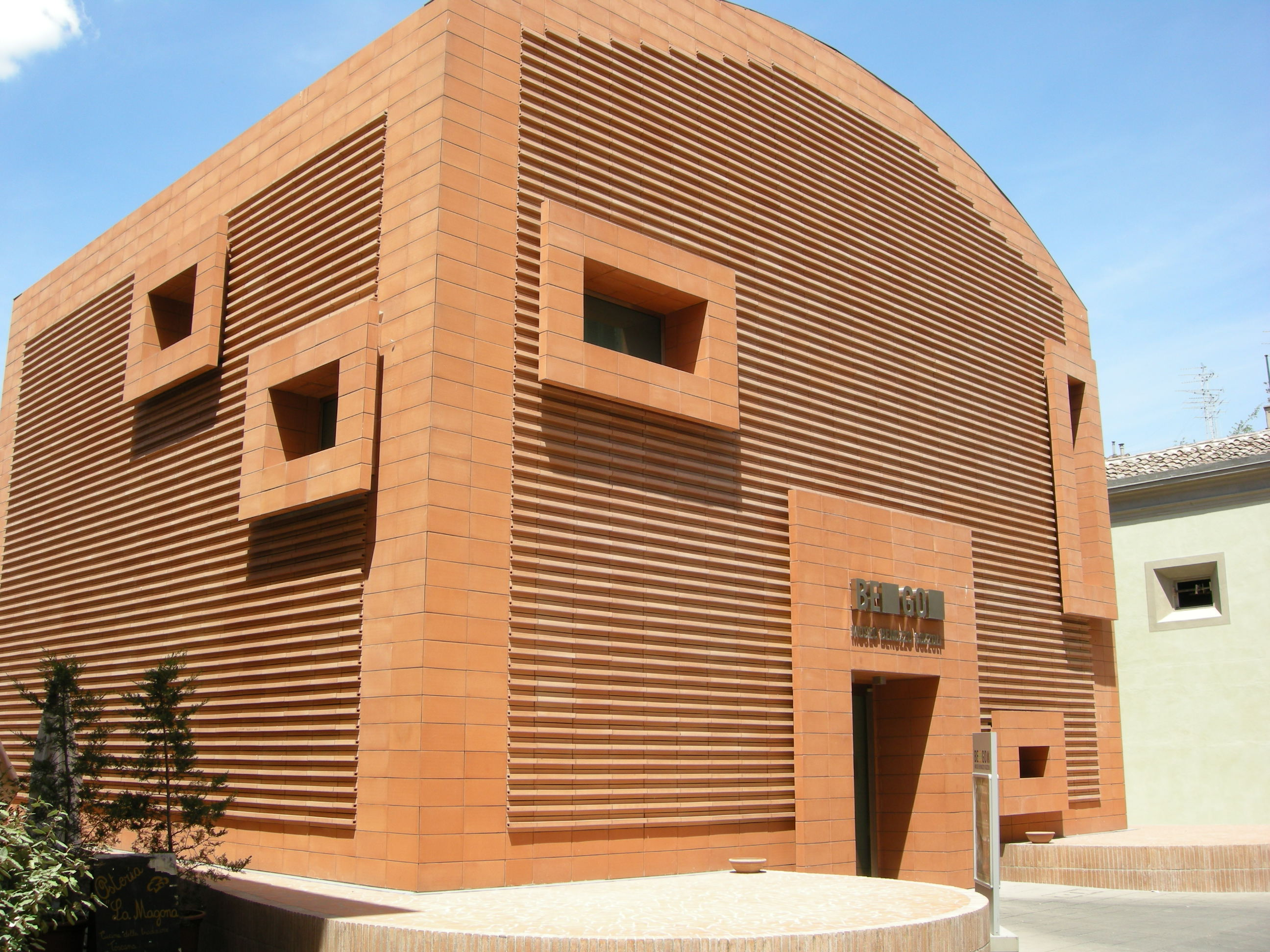
BEGO, veduta dell'esterno

### Musei
- Museo di Arte Sacra di Santa Verdiana
- BE.GO. - Museo Benozzo Gozzoli[11]
- Museo dei Telai Simoncini
- Museo del Calcolo

### Biblioteche
- Biblioteca Vallesiana

### Teatri
- Teatro del Popolo
- Ridotto del Teatro del Popolo Indro Montanelli
- Teatro C'art
- GAT Teatro in Località Castelnuovo d'Elsa

### Manifestazioni folcloristiche
- Ca*Stellare - Palio di Castelfiorentino
- Agricola - Festa dell'agricoltura
- Agricolando - Festa dell'agricoltura a Dogana
- La via dei Presepi nel centro storico di Castelfiorentino e a Castelnuovo d'Elsa
- Valdelsa River Trophy - Regata con barche artigianali sul fiume Elsa
- In/Canti e Banchi - Festival del teatro di strada
- La Via Francigena in Valdelsa
- Festa del Dolce a Castelnuovo d'Elsa

### Premi
- Premio Letterario Castelfiorentino

## Geografia antropica

### I dintorni di Castelfiorentino

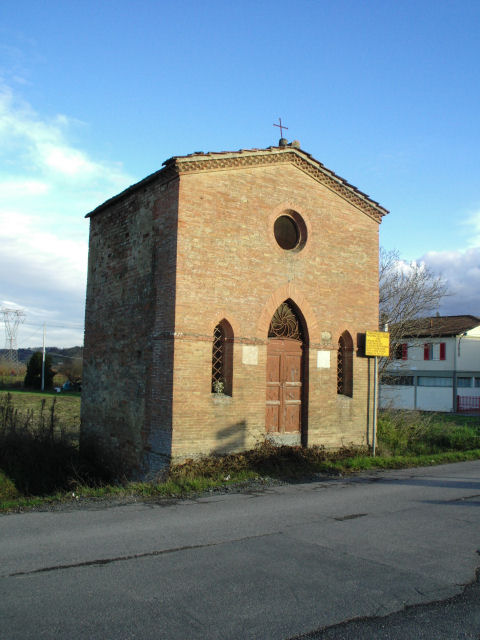
Tabernacolo della Madonna della Tosse

Dalla centrale piazza Cavour, attraversando il ponte sul fiume Elsa e voltando a destra, si imbocca via Sanminiatese, che porta fuori dal paese. Dopo aver superato Dogana, piccola frazione che nell'antichità era il confine comunale, dove si trova la Chiesa di Santa Maria a Lungotuono, si arriva in località Madonna della Tosse, dove si trova il tabernacolo affrescato da Benozzo Gozzoli e dai suoi allievi nel 1484 (oggi gli affreschi sono custoditi nel BE.GO. - Museo Benozzo Gozzoli a Castelfiorentino). Sempre nella piccola frazione c'è un'antica fontana ancora funzionante.
Prendendo la strada a sinistra si sale a Castelnuovo d'Elsa, piccolo centro in posizione dominante sulla valle e con resti di mura, costruzioni medievali, la chiesa dei Santi Barbara e Lorenzo (un edificio trecentesco, con un ciclo di affreschi di Paolo Schiavo), e la chiesa di Santa Maria Assunta. Nei dintorni di questo borgo, a circa 3 km in direzione sud-ovest, si trova la frazione di Coiano, con la pieve dei Santi Pietro e Paolo, tipico esempio di romanico toscano, dove si trova una delle 79 soste dell'itinerario ufficiale della Via Francigena, quella descritta da Sigerico nel 990 d.C. Sempre a Coiano sorge il castello di Coiano. Proseguendo sulla Via Francigena "collinare" si trova anche Il Castellare che dovrebbe risalire, come fortino o torre di vigilanza, al X secolo e dove si notano ancora alcune pietre squadrate di origine medievale. Di li a poca distanza, raggiungendo quasi il confine con San Miniato si trova la Villa di Mellicciano con al suo fianco una cappella gentilizia.
Riprendendo la strada per Castelfiorentino, si trova l'indicazione per la Villa di Meleto, la cui notorietà è legata al marchese Cosimo Ridolfi, che qui vi fondò la prima scuola di agraria in Italia. Sempre nei pressi di Meleto si trova la cappella di Sant'Ippolito realizzata a metà del settecento, a pianta ottagonale, con riferimento all'ottavo giorno del dramma della Passione di Gesù e della resurrezione. Dopo la Villa, riattraversando il fiume Elsa, si incontra la Villa Pucci di Granaiolo, costruita nei primi del Quattrocento sulle rovine di un'antica fortificazione, nel cui giardino si nota lo stile dell'architetto Gae Aulenti. Sempre nella frazione di Granaiolo c'è uno zuccherificio, esempio di architettura industriale dei primi del novecento.
Proseguendo verso Castelfiorentino si attraversa la frazione di Cambiano, dove ci sono la Villa Cambi Pucci (villa quattrocentesca), la chiesa di San Prospero, di cui si hanno notizie fin dal lontano 863 e la Fattoria di Pallerino, oggi residenza privata e agrituristica.

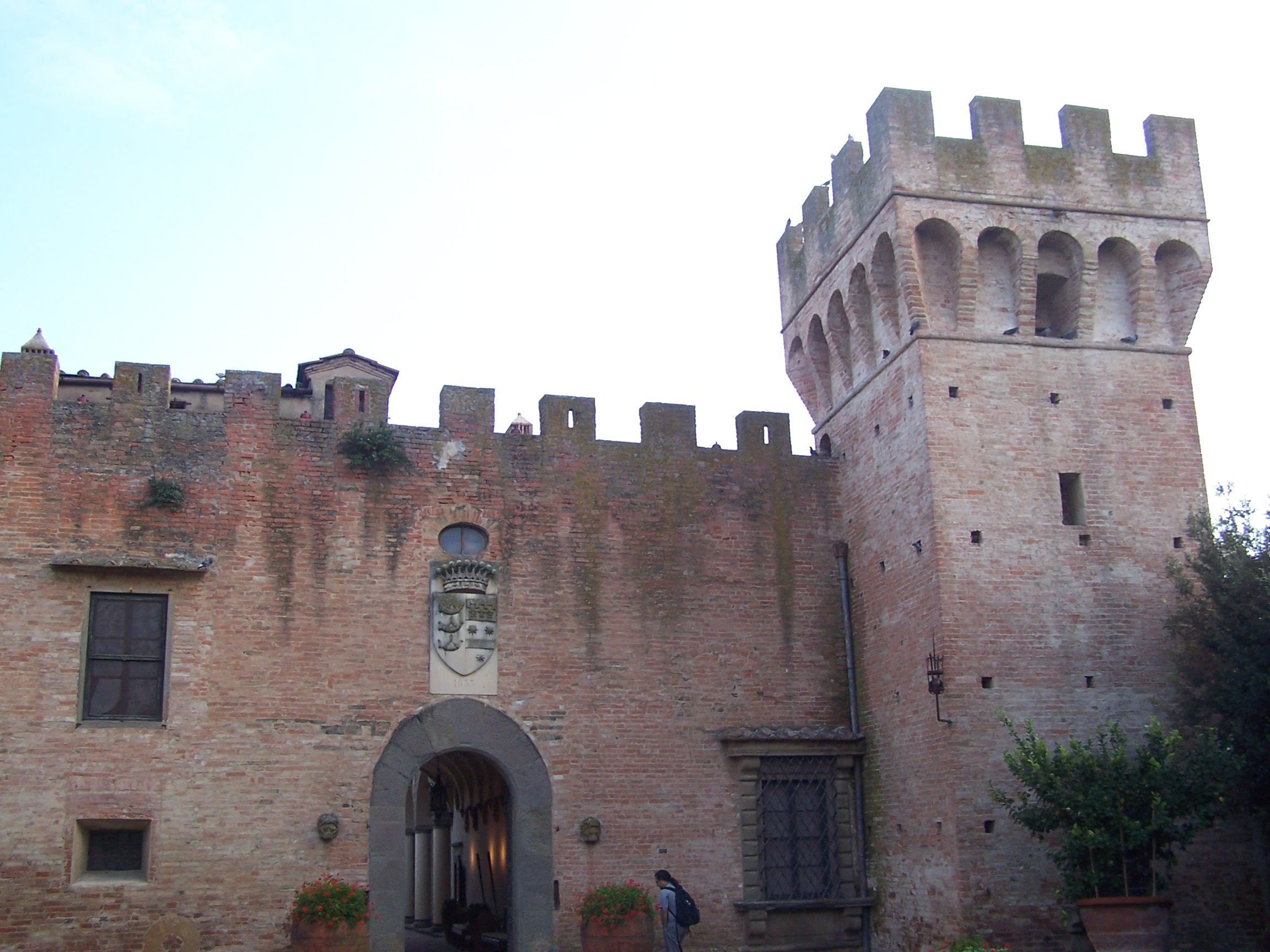
La facciata interna del castello di Oliveto

Da Castelfiorentino, seguendo le indicazioni per Renai, si percorrono alcuni tornanti finché su una ripida salita si trova la Pieve Vecchia, primo nucleo abitato di Castelfiorentino, dalla quale si gode un ampio panorama del paese. Proseguendo sulla stessa strada si giunge al Castello di Cabbiavoli.
A poca distanza si trova anche la Villa di Montorsoli con un bel parco intorno e una cappella gentilizia di stile rococò. Continuando per la strada bianca si scende nel Piangrande, la piana formata dal torrente Pesciola, da dove si scorge il Castello di Oliveto, di grande interesse storico ed artistico, costruito nel XV secolo dalla famiglia dei Pucci, che studi recenti hanno attribuito a Filippo Brunelleschi (l'architetto della cupola del Duomo di Firenze). Nel castello di Oliveto soggiornarono diversi papi: non a caso, due stanze sono denominate la "Camera del papa" e la "Camera del cardinale".
Seguendo la strada provinciale 429, passando su Via Bernardino Ciurini, in alto si trova la chiesa di San Martino e procedendo si arriva alla frazione di Petrazzi dove ci sono la parrocchia di Santa Maria Assunta e un'abitazione storica dove ha soggiornato Giuseppe Garibaldi.

### Frazioni
Il territorio comunale di Castelfiorentino comprende, oltre al centro capoluogo, altre cinque frazioni:
- Cambiano (47 m s.l.m., 599 abitanti)
- Castelnuovo d'Elsa (122 m s.l.m., 545 abitanti)
- Dogana (44 m s.l.m., 550 abitanti)
- Granaiolo (51 m s.l.m., 214 abitanti)
- Petrazzi (57 m s.l.m., 479 abitanti)

### Altre località del territorio
Altre rilevanti località del territorio del comune di Castelfiorentino sono Casanuova, Casino, Coiano, Colombaie, Conce Ferroni, Fontanella (in parte), Il Vallone, La Valle, Madonna della Tosse, Malacoda, Mellicciano, Montauto, Montorsoli, Pesciola, Piangrande, Renai, Rimorti Suppa, Sampiero Vecchio, San Carlo, Vallone Ponte, Villa Sovi.

## Economia
Tra le risorse economiche del passato va ricordata una fiorente attività agricola (in particolare rinomati erano la frutta, la verdura (tra cui il pomodoro giallo di Castelfiorentino), le carni e i latticini), che si giovava, per il commercio, di un'ottima rete viaria e della conseguente facilità di trasporto dei propri prodotti sui mercati di Empoli, Poggibonsi e San Miniato.
Nel Settecento e nell'Ottocento vi si producevano pannilani e nel territorio vi erano cave di pietra da gesso; nei primi decenni del nostro secolo erano stati impiantati una vetreria, una fornace, uno zuccherificio a Granaiolo e una fabbrica di insetticidi (dove ancora oggi si nota il "paraboloide"). L'impagliatura a domicilio dei fiaschi è stata sino dalla fine dell'800 una delle attività più importanti nell'economia di Castelfiorentino ma soprattutto nel panorama del lavoro femminile. Il mestiere di rivestitrice di fiaschi si tramandava di madre in figlia ed era retribuito con salari bassissimi, ma costituiva pur sempre una necessaria ed indispensabile integrazione dello stipendio del marito. Per ricordare tale produzione nel 2005 è stata intitolata una piazza e un monumento realizzato dal maestro Salvatore Cipolla. Attualmente, pur non avendo abbandonato del tutto la propria fisionomia di centro agricolo (produzione di vino, cereali, barbabietole, tabacco, olio, allevamento di bestiame ovino ecc.), tra le proprie risorse economiche Castelfiorentino può contare su varie medie e piccole industrie, soprattutto nel campo dell'abbigliamento, del mobilio, dei materiali da costruzione, delle calzature e nel settore metalmeccanico.

## Amministrazione

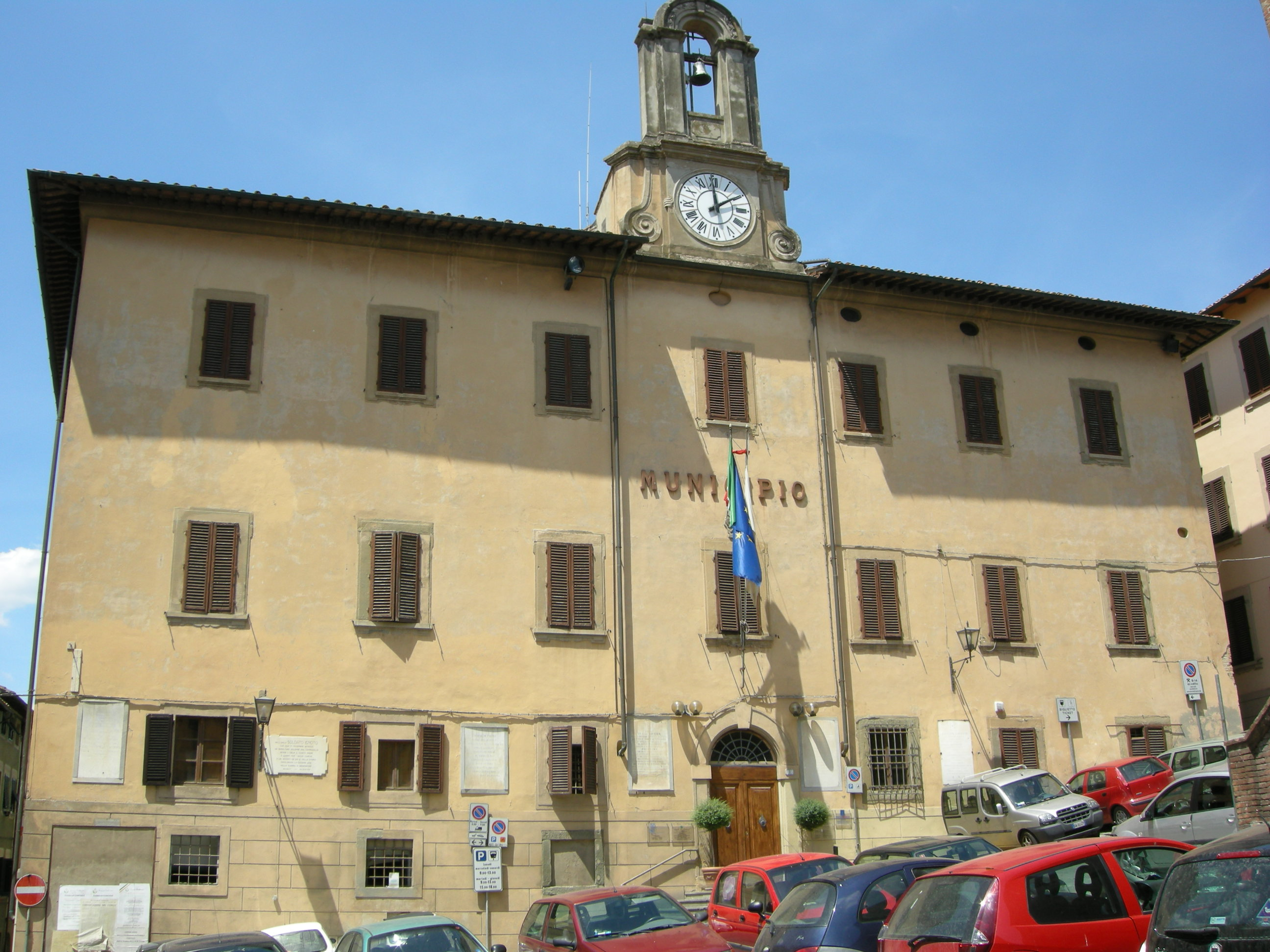
Palazzo comunale di Castelfiorentino

Gonfalone civico

Di seguito è presentata una tabella relativa alle amministrazioni che si sono succedute in questo comune.
| Periodo        | Periodo        | Primo cittadino     | Partito                                                        | Carica  | Note   |
| -------------- | -------------- | ------------------- | -------------------------------------------------------------- | ------- | ------ |
| 18 luglio 1985 | 20 giugno 1990 | Giovanni Frediani   | Partito Comunista Italiano                                     | Sindaco | [ 12 ] |
| 26 giugno 1990 | 24 aprile 1995 | Paolo Regini        | Partito Comunista Italiano, Partito Democratico della Sinistra | Sindaco | [ 12 ] |
| 24 aprile 1995 | 14 giugno 1999 | Paolo Regini        | Partito Democratico della Sinistra                             | Sindaco | [ 12 ] |
| 14 giugno 1999 | 14 giugno 2004 | Laura Cantini       | centro-sinistra                                                | Sindaco | [ 12 ] |
| 15 giugno 2004 | 8 giugno 2009  | Laura Cantini       | centro-sinistra                                                | Sindaco | [ 12 ] |
| 8 giugno 2009  | 26 maggio 2014 | Giovanni Occhipinti | centro-sinistra                                                | Sindaco | [ 12 ] |
| 26 maggio 2014 | 27 maggio 2019 | Alessio Falorni     | Partito Democratico, Cittadini a sinistra                      | Sindaco | [ 12 ] |
| 27 maggio 2019 | 10 giugno 2024 | Alessio Falorni     | Partito Democratico, Cittadini a sinistra, Noi per Castello    | Sindaco |        |
| 10 giugno 2024 | in carica      | Francesca Giannì    | Partito Democratico, Una città per vivere                      | Sindaco |        |

### Gemellaggi
- Guebwiller
- Cefalù

## Sport

### Calcio
La principale squadra di calcio della città è la S.S.D. Castelfiorentino Calcio, che ha disputato qualche campionato in Serie C e per diversi anni la massima serie dilettantistica ed attualmente milita nell'Eccellenza Toscana. Da questa società calcistica sono partiti o hanno giocato calciatori professionisti come Luciano Spalletti, Alberto Pelagotti, Giuseppe Argentesi, Jacopo Balestri, Piero Baroncini, Quinto Bertoloni, Luciano Bruni, Walter Ciappi, Riccardo Neri (al quale è intitolato lo stadio comunale), Claudio Di Prete, Vincenzo Marino, Fabrizio Berni, Luigi Reali, Fabrizio Calattini, Mario Mazzoni, Galliano Parigi, Andrea Pepi, Lamberto Piovanelli, Ibrahim Abdul Razak, Alessio Tendi, Samon Reider Rodrìguez, Livio Puccioni, Niky Agnorelli, Damiano Mitra, Sandro Scardigli, Marco Ghizzani, Daniele Lorenzini, Franco Ferrari, Stefano Squitieri, Federico Zizzari e Marco Vendrame.
Sulla panchina si sono seduti ex giocatori professionisti come Sauro Fattori, Silvano Grassi, Celestino Russova, Marco Calonaci, Ennio Pellegrini, Paolo Indiani, Lamberto Magrini, Giovanni Solinas, Silvio Francesconi e Antonio Arcadio.
Altre società calcistiche iscritte alla FIGC sono la Polisportiva Membrino A.S.D. 1992 (da cui è partita calcisticamente Francesca Lucente arrivata nella serie A femminile con la Scalese), e l'FBC Cambiano United A.S.D. 1997. Nel panorama calcistico da sempre sono attive moltissime squadre iscritte ai vari campionati UISP.

### Pallacanestro
Nella pallacanestro l'ABC (Associazione Basket Castelfiorentino), dopo decenni in Serie C, milita dal 1997 in Serie B2.
In questa società hanno giocato atleti professionisti come Gianluca Ragionieri, Cristina Capocchini, Giulia Lari, Alessandro Pucci, Stefano Crotta, Stefano Rabagliotti, Niccolò Squarcina e Andrea Zerini.

### Ciclismo
Anche nel panorama ciclistico Castelfiorentino annovera atleti come Alberto Bettiol (Vincitore nel 2019 del Giro delle Fiandre), Kristian Sbaragli e Irene Puccioni.